# Callobius claustrarius
Callobius claustrarius es una araña araneomorfa de la familia Amaurobiidae. Los machos de esta especie alcanzan los 8 mm, mientras que las hembras los 11 mm. El prosoma y las patas son de color café rojizo, el opistosoma es de color gris oscuro, con una extendida zona café, que a su vez posee líneas café claro. 
Los adultos se pueden encontrar tanto en otoño como en primavera. Es una especie del paleártico. En Europa se encuentra en regiones montañosas, especialmente bajo rocas en viejos bosques. Se puede considerar una especie rara.
Su subespecies balcanicus (Drensky, 1940) se encuentra únicamente en Bulgaria.

## Sinónimos
- Clubiona claustrarius

- Amaurobius claustrarius

- Cybaeus tetricus

- Ciniflo claustrarius

- Amaurobius montanus C. L. Koch, 1837.

- Cybaeus tetricus (C. L. Koch, 1839) mal clasificación.